# Otopsis kurilensis
Otopsis kurilensis är en ringmaskart som beskrevs av Uschakov 1971. Otopsis kurilensis ingår i släktet Otopsis och familjen Pilargidae. Inga underarter finns listade i Catalogue of Life.